# Седекија
Седекија (хебр. צדקיהו), је био трећи син краља Јосије (1 3:15 Днев.) уједно последњи краљ Јудеје (597/6 587/6 п. н. е.) пре вавилонског ропства.

## Живот и владавина
Првобитно име му је било Матанија. 597. п. н. е. Вавилонци су под Набукодоносором II опсели Јерусалим. Након што су заузели и опљачкали град, његов нећак Јоахин је свргнут и протеран у Вавилон заједно са својим двором, свитом и око 10.000 становника. Набукодоносор је именовао Матанију за новог краља, а он је при томе променио име у Седекија.
Када је дошао на власт имао је двадесетједну годину. Пророк Јеремија му је био саветник, али је упркос тога "чинио зло наочиглед Господа" ( 2 Цар  24:19, 20;  Јеремија  52: 2 , 3).
Седекија је испочетка био вазал Набукодоносора. Међутим, након десет година је, упркос Јеремијиних упозорења и упркос лошег примера свог претходника, одлучио да се побуни против Вавилонаца, односно уђе у савез с египатским фараоном Априесом. Набукодоносору је то био повод да "сву своју војску" ( 2 Цар  25: 1) баци на Јерусалим. 589. п. н. е. је отпочела опсада Јерусалима. Потрајала је осамнаест месеци, а за то време је "свако најгоре зло пало на град, који је до последње капи испио пехар Божјег гнева" ( 2 Цар 25: 3;  Плач Јеремијин ' '4: 4, 5, 9).
Тако је Набукодоносор успео да по други пут у својој владавини освоји Јерусалим. Град је опљачкан и порушен. Седекија и његови следбеници су успели да побегну из града, али су ухваћени на равници Јерихон и одведени у ропство.
Седекији су тада побијени синови, а након тога извађене очи. Потом је окован ланцима. 587. п. н. е. оје дведен у Вавилон ( 2 Цар  25: 1-7;  Књига Дневника  36:12;  Књига пророка Јеремије  32: 4,5; 34: 2, 3; 39: 1-7; 52: 4-11;  Књига пророка Језекиља  12:12), где је остао заточен до смрти.
Након пада Јерусалим је вавилонски краљ је одредио Небузарадана да уништи све што је остало од града. Становништво је протерано у Вавилон, али је мали број виноградара и пастира остао (Јер. 52:16). Гедалија, заједно са халдејским гарнизоном остављен да влада над Јудејом ( 2 Цар  25:22, 24; Јер. 40: 1, 2 , 5, 6).